# Liste des titres musicaux numéro un en Autriche en 1989
Cette page liste les titres numéro un dans les meilleures ventes de disques en Autriche pour l'année 1989.

## Classement des singles
| №  | Date          | Artiste                         | Titre                   |
| -- | ------------- | ------------------------------- | ----------------------- |
| 1  | 1er janvier   | Edelweiss                       | Bring Me Edelweiss      |
| 2  | 15 janvier    | Bobby McFerrin                  | Don't Worry, Be Happy   |
| 3  | 1er février   | Robin Beck                      | First Time              |
| 4  | 15 février    | Robin Beck                      | First Time              |
| 5  | 1er mars      | Robin Beck                      | First Time              |
| 6  | 15 mars       | Fine Young Cannibals            | She Drives Me Crazy     |
| 7  | 1er avril     | Fine Young Cannibals            | She Drives Me Crazy     |
| 8  | 15 avril      | Fine Young Cannibals            | She Drives Me Crazy     |
| 9  | 1er mai       | Fine Young Cannibals            | She Drives Me Crazy     |
| 10 | 15 mai        | David Hasselhoff                | Looking for Freedom     |
| 11 | 1er juin      | Thomas Forstner                 | Nur ein Lied            |
| 12 | 15 juin       | Thomas Forstner                 | Nur ein Lied            |
| 13 | 1er juillet   | Thomas Forstner                 | Nur ein Lied            |
| 14 | 15 juillet    | Thomas Forstner                 | Nur ein Lied            |
| 15 | 1er août      | Holly Johnson                   | Americanos              |
| 16 | 15 août       | Bonnie Bianco (en)              | A Cry in the Night      |
| 17 | 1er septembre | Bonnie Bianco (en)              | A Cry in the Night      |
| 18 | 15 septembre  | Jive Bunny and the Mastermixers | Swing the Mood          |
| 19 | 1er octobre   | Jive Bunny and the Mastermixers | Swing the Mood          |
| 20 | 15 octobre    | Kaoma                           | Lambada                 |
| 21 | 1er novembre  | Kaoma                           | Lambada                 |
| 22 | 15 novembre   | Kaoma                           | Lambada                 |
| 23 | 1er décembre  | Milli Vanilli                   | Girl I'm Gonna Miss You |
| 24 | 15 décembre   | Milli Vanilli                   | Girl I'm Gonna Miss You |

## Classement des albums
| №  | Date          | Artiste              | Titre                         |
| -- | ------------- | -------------------- | ----------------------------- |
| 1  | 1er janvier   | U2                   | Rattle and Hum                |
| 2  | 15 janvier    | Tanita Tikaram       | Ancient Heart                 |
| 3  | 1er février   | Tanita Tikaram       | Ancient Heart                 |
| 4  | 15 février    | Tanita Tikaram       | Ancient Heart                 |
| 5  | 1er mars      | Tanita Tikaram       | Ancient Heart                 |
| 6  | 15 mars       | Tanita Tikaram       | Ancient Heart                 |
| 7  | 1er avril     | Fine Young Cannibals | The Raw & The Cooked          |
| 8  | 15 avril      | Fine Young Cannibals | The Raw & The Cooked          |
| 9  | 1er mai       | Madonna              | Like a Prayer                 |
| 10 | 15 mai        | Madonna              | Like a Prayer                 |
| 11 | 1er juin      | Bande originale      | Das Phantom der Oper          |
| 12 | 15 juin       | Queen                | The Miracle                   |
| 13 | 1er juillet   | Kastelruther Spatzen | Doch die Sehnsucht bleibt     |
| 14 | 15 juillet    | Joe Cocker           | One Night of Sin              |
| 15 | 1er août      | Compilation          | Grand Prix der Volksmusik ’89 |
| 16 | 15 août       | Compilation          | Grand Prix der Volksmusik ’89 |
| 17 | 1er septembre | Compilation          | Grand Prix der Volksmusik ’89 |
| 18 | 15 septembre  | Compilation          | Grand Prix der Volksmusik ’89 |
| 19 | 1er octobre   | The Rolling Stones   | Steel Wheels                  |
| 20 | 15 octobre    | Tina Turner          | Foreign Affair                |
| 21 | 1er novembre  | Compilation          | Lambada                       |
| 22 | 15 novembre   | Tina Turner          | Foreign Affair                |
| 23 | 1er décembre  | Compilation          | KuschelRock 3                 |
| 24 | 15 décembre   | Compilation          | KuschelRock 3                 |